# Талдибулак (Сиримський район)
Талдибула́к (каз. Талдыбұлақ) — село у складі Сиримського району Західноказахстанської області Казахстану. Адміністративний центр Талдибулацького сільського округу.
Населення — 524 особи (2021; 794 у 2009, 928 у 1999, 1061 у 1989).